# The Hand of Fear
A The Hand of Fear a Doctor Who sorozat nyolcvanhetedik része, amit 1976. október 2. és október 23. között vetítettek négy epizódban. Ebben a részben szerepelt rendszeresen utoljára Elisabeth Sladen mint Sarah Jane Smith (később megjelent a The Five Doctors, a Osztálytalálkozó, a Az ellopott Föld/Az utazás vége és a Az idő végzete részekben).
A részt később megismételte a BBC Four Elisabeth Sladen halálnak emlékére, 2011. május 9. és 10. között.

## Történet
A TARDIS egy kőbányában másodpercekkel a robbantás előtt landol. A kőtörmelék betemeti Sarah-t. Mikor kiássák, az ájult lány egy megkövesedett kezet markol szorosan. A kórházból a lány eltűnik, a nyomok a közeli atomerőműbe vezetnek, a reaktormagba, ahol a halálos sugárzást senki sem élheti túl...

## Epizódok listája
| Epizód sorszáma | Bemutató napja    | Hossza | Nézők száma (millió) |
| --------------- | ----------------- | ------ | -------------------- |
| 1               | 1976. október 2.  | 24:50  | 10,5                 |
| 2               | 1976. október 9.  | 24:48  | 10,2                 |
| 3               | 1976. október 16. | 24:22  | 11,1                 |
| 4               | 1976. október 23. | 25:00  | 12                   |

## Könyvkiadás
A könyvváltozatát 1979-ben adták ki.

## Otthoni kiadás
- VHS-en 1996 februárjában adták ki.
- DVD-n 2006. július 24-én adták ki.
  - Az 1-es régióban 2006. november 7-én adták ki.

### Fordítás
- Ez a szócikk részben vagy egészben  a   The_Hand_of_Fear című angol Wikipédia-szócikk fordításán alapul.  Az eredeti cikk szerkesztőit annak laptörténete sorolja fel. Ez a jelzés csupán a megfogalmazás eredetét és a szerzői jogokat jelzi, nem szolgál a cikkben szereplő információk forrásmegjelöléseként.